# Chris Wickham
Christopher John Wickham (né le 18 mai 1950) est un historien et universitaire britannique. De 2005 à 2016, il est Chichele Professor of Medieval History à l'Université d'Oxford et Fellow du All Souls College d'Oxford dont il est aujourd'hui professeur émérite. Il a auparavant enseigné à l'Université de Birmingham à partir de 1977, devenant professeur d'histoire médiévale de 1997 à 2005.

## Jeunesse
Wickham est né le 18 mai 1950. Il fait ses études à Millfield, une école publique de Street, Somerset, en Angleterre. De 1968 à 1975, il étudie au Keble College d'Oxford. Il est diplômé de l'Université d'Oxford avec un baccalauréat ès arts (BA). Il reste ensuite pour entreprendre des recherches de troisième cycle et obtient son doctorat en philosophie (DPhil) en 1975 avec une thèse intitulée Economy and society in 8th century northern Tuscany.

## Carrière académique
Wickham passe près de trente ans de sa carrière à l'Université de Birmingham. Il est lecteur de 1977 à 1987 et maître de conférences de 1987 à 1989. Il est nommé professeur d'histoire médiévale en 1993.
En 2005, il est nommé professeur Chichele d'histoire médiévale à l'Université d'Oxford et membre du All Souls College d'Oxford. De 2009 à 2012, il est également directeur de la Faculté d'histoire. De septembre 2015 à la fin de l'année universitaire, il est chef de la division des sciences humaines de l'Université d'Oxford. Il prend sa retraite à la fin de l'année universitaire 2015/2016, conformément à la politique de retraite obligatoire d'Oxford. À la retraite, Wickham est nommé professeur d'histoire médiévale à temps partiel à l'Université de Birmingham. Il est nommé directeur de l'école britannique de Rome le 5 novembre 2020 et occupe le poste jusqu'en juillet 2021.
De juin 2009 à juillet 2011, Wickham est directeur de la société Past and Present Society. Le 6 juillet 2013, Wickham est nommé directeur de société de la Past and Present Society : il conserve ce poste jusqu'en 2019.
Son principal domaine de recherche est l'Italie médiévale - et plus particulièrement la Toscane et l'Italie centrale - de la fin de l'empire romain jusqu'à environ 1300. Son accent est largement social et économique, bien qu'il ait également entrepris des études sur l'histoire juridique et politique de la région. Plus généralement, Wickham travaille dans un cadre marxiste modifié sur la façon dont la société européenne a changé depuis la fin de l'Antiquité et le début du Moyen Âge, et est le pionnier de l'analyse socio-économique comparative de cette période.
En 2005, son ouvrage Framing the Early Middle Ages est publié, qui prétend être la première synthèse de l'histoire européenne du début du Moyen Âge depuis les années 1920. Il reçoit des prix, dont le Wolfson History Prize en 2005, le Deutscher Memorial Prize en 2006 et la Société américaine d'histoire lui décerne son James Henry Breasted Prize en janvier 2007. Il édite Marxist History Writing for the Twenty-First Century, un volume qui voit divers universitaires discuter du statut et du profil de l'historiographie marxiste, et écrit une histoire générale de l'Europe du début du Moyen Âge, publiée par Penguin, qui examine les questions culturelles, religieuses et intellectuelles.

## Vie privée
En 1990, Wickham épouse Leslie Brubaker, une spécialiste de l'empire byzantin.
Il est membre du Parti travailliste et est auparavant membre des Democratici di Sinistra (démocrates de gauche).

## Honneurs
En 1998, Wickham est élu membre de la British Academy (FBA). En 2006, il reçoit le prix d'histoire Wolfson pour son livre Framing the Early Middle Ages: Europe and the Mediterranean 400–800. En 2014, il reçoit la médaille Serena de la British Academy "en reconnaissance de sa réputation d'historien médiéval d'une distinction exceptionnelle qui a transformé notre compréhension du monde italien du début du Moyen Âge".

## Ouvrages publiés
- Early Medieval Italy: Central Power and Local Society, 400-1000 (1981)
- Studi sulla società degli Appennini nell'alto Medioevo. Contadini, signori e insediamento nel territorio di Valva (Sulmona) (1982)
- Il problema dell'incastellamento nell'Italia centrale. L'esempio di San Vincenzo al Volturno (1985)
- The Mountains and the City: The Tuscan Apennines in the Early Middle Ages (1988)
- Social Memory (1992; avec Chris Fentress)
- Land and Power: Studies in Italian and European Social History, 400–1200 (1994)
- Community and Clientele in Twelfth-Century Tuscany: The Origins of the Rural Commune in the Plain of Lucca (1998)
- Courts and Conflict in Twelfth-Century Tuscany  (2003)
- Framing the Early Middle Ages: Europe and the Mediterranean 400–800 (2005)
- The Inheritance of Rome: A History of Europe from 400 to 1000 (2009)
- Medieval Rome: Stability and Crisis of a City, 900–1150 (2015)
- Sleepwalking into a New World: The Emergence of Italian City Communes in the Twelfth Century (2015)
- Medieval Europe (2016)
- The Donkey and the Boat: Reinterpreting the Mediterranean Economy, 950-1180 (2023)